# NGC 2769
NGC 2769 је спирална галаксија у сазвежђу Велики медвед која се налази на NGC листи објеката дубоког неба.
Деклинација објекта је + 50° 26' 1" а ректасцензија 9h 10m 32,3s. Привидна величина (магнитуда) објекта NGC 2769 износи 13,0 а фотографска магнитуда 13,9. NGC 2769 је још познат и под ознакама UGC 4816, MCG 8-17-50, CGCG 264-76, KCPG 190A, PGC 25870.